# 妮查帕拉克·彤坎姆
妮查帕拉克·彤坎姆（羅馬化：Nichapalak Thongkham，2002年5月23日—），原名為艾比查雅·彤坎姆（羅馬化：Apichaya Thongkham），小名Lilly，知名於《泰國新面孔》第二季。

## 個人簡歷

### 早期生活
Lilly於2002年5月23日出生於泰國羅勇府。畢業於罗勇易三仓学校與詩納卡寧威洛大學示範學校。目前就讀於詩納卡寧威洛大學的社會傳播創新學院。

### 演藝經歷
Lilly從小就夢想成為一名演員和模特，她也是2015年青年模特大賽（Young Model 2015）的7名決賽選手之一。隨後，Lilly作為節目中最年輕的參賽者參加了泰國新面孔第二季的競賽，當時的她只有13歲。從參加這個選秀競賽開始，她就開始被大眾所熟知。節目結束後，Lilly獲得了在娛樂界工作的機會，她擔任模特及參與廣告拍攝。後來，她得到了出演第一部電視劇《Noir》的機會。2017年，主演了與GDH 559合作的第一部電影《屍約》。此外，她的出色表演還包括《情歌系列之或愛或恨》、《特長生》、《調皮爸爸》等戲劇演出。

## 影視作品

### 電視劇
| 首播年份 | 戲名                                        | 戲名   | 播放平台    | 角色                            | 備註 |
| 首播年份 | 譯名                                        | 原文名 | 播放平台    | 角色                            | 備註 |
| 2017年   | 《忘不了那一次》                            |        | Ch3Thailand | Panwa Tiraphrai （Nam-un）      | 主演 |
| 2018年   | 《情歌系列之或愛或恨》                      |        | GMM25       | Snoopy                          | 主演 |
| 2018年   | 《特長生》                                  |        | One 31      | Chayanit Prachkarit （Namtarn） | 主演 |
| 2018年   | 《調皮爸爸2018》                            |        | GMM25       | San Kaew                        | 主演 |
| 2019年   | 《親愛的小孩2》                             |        | Ch3Thailand | Witharee Uanantawat （V）       | 主演 |
| 2020年   | 《特長生：畢業季》                          |        | GMM25       | Chayanit Prachkarit （Namtarn） | 主演 |
| 2022年   | 《Club Friday The Series 13：破碎的紀念日》 |        | One 31      | Tong                            | 配角 |
| 2022年   | 《彩虹2022》                                |        | One 31      | Janejira                        | 配角 |
| 2023年   | 《親戚滿座2023》                            |        | Amarin TV   | Jueai                           | 配角 |
| 2025年   | 《詭秘契約》                                |        | One 31      | G                               | 配角 |

### 網路劇
| 首播年份 | 戲名           | 戲名   | 播放平台 | 角色   | 備註 |
| 首播年份 | 譯名           | 原文名 | 播放平台 | 角色   | 備註 |
| 2024年   | 《脱单大作战》 |        | Netflix  | Chanel | 主演 |

### 電影
| 年份   | 電影名稱      | 角色    | 備註 |
| 2017年 | 《屍約》      | Bell    | 主演 |
| 2025年 | 《Attack 13》 | Bussaba | 主演 |

## 音樂作品

### 單曲
| 發佈年份 | 發佈日期 | 歌名             | 合作藝人            | 備註               | 來源  |
| 2025年   | 7月29日  | เธอคงมีแฟนแล้วเนอะ | 吉拉查雅·吉塔旺薩庫 | 《詭秘契約》原聲帶 | [ 3 ] |

## 現場演出

### 粉絲見面會
| 年份   | 日期    | 活動名稱                      | 國家/地區 | 舉行地點                         | 來源  |
| 2025年 | 7月26日 | Harmony Secret First Premiere | 泰國      | Siam Pavalai Royal Grand Theatre | [ 4 ] |

## 外部連結
- 妮查帕拉克·彤坎姆於CHANGE2561的個人簡介 （页面存档备份，存于）（泰文）
- 妮查帕拉克·彤坎姆的Instagram帳戶（泰文）
- 妮查帕拉克·彤坎姆的Facebook專頁（泰文）
- 妮查帕拉克·彤坎姆的官方YouTube頻道 （页面存档备份，存于）（泰文）